# Chosen Jacobs
Chosen Jacobs est un acteur et chanteur américain, né le 1er juillet 2001 à Springfield dans le Massachusetts.

## Biographie
Chosen Jacobs est né à Springfield. À seulement six ans, il s'inscrit pour chanter à la chorale d'opéra The Georgia Boys Choir à Atlanta, en Géorgie.
Il vit actuellement à Los Angeles avec sa mère.
Il signe le titre Losers qui apparaît dans le film Ça (2017), son premier rôle cinématographique.

## Filmographie[2]

### Cinéma
- 2017 : Ça : Mike Hanlon
- 2017 : Flics et Voyous (Cops and Robbers) : Young Michael
- 2019 : Ça : Chapitre 2 : Mike Hanlon
- 2022 : Nos cœurs meurtris (Purple Hearts) d'Elizabeth Allen Rosenbaum : Frankie
- 2022 : Sneakerella : El [3],[4]
- 2022 : Darby Harper Wants You to Know : Alex[5]

### Télévision
- 2016 : Hawaii 5-0 : Will Grover
- 2018 : Castle Rock : Wendell Deaver